# Stazione di Lamone-Cadempino
La stazione di Lamone-Cadempino è una fermata ferroviaria posta lungo la ferrovia del S. Gottardo.

## Storia
La fermata venne aperta all'esercizio a decorrere dal primo maggio 1924.

## Strutture e impianti
La fermata dispone di due binari di corsa, ciascuno dei quali è dotato di una banchina.

## Movimento
Dal cambio orario del 5 aprile 2021, la fermata è servita dai treni della linea S90 della rete celere del Canton Ticino, effettuati da TiLo.
Vi effettuano inoltre fermata tre treni InterRegio Zurigo-Chiasso, quattro RegioExpress Airolo/Biasca/Bellinzona-Milano C.le, un RegioExpress Locarno-Lugano e due RegioExpress Milano C.le-Bellinzona.

## Servizi
Il collegamento tra le due banchine delle quali dispone la fermata avviene attraverso un sottopassaggio stradale.
- Biglietteria automatica

## Interscambi
La fermata assicura un interscambio con la linea 5 dell'autoservizio urbano di Lugano, con le linee postali 62.423 Lamone-Miglieglia, 62.444 Lugano-Torricella, 62.445 Lugano-Lamone, 62.446 Lamone-Origlio, 62.449 Lamone-Bioggio Molinazzo e 62.453 Rivera-Taverne nonché con la linea 62.441 Lamone-Lugano delle Autolinee Regionali Luganesi.
- Fermata autobus